# Great Bourton
Great Bourton is een plaats en Bourtons civil parish in het bestuurlijke gebied Cherwell, in het Engelse graafschap Oxfordshire. Bourtons civil parish heeft 614 inwoners.
De dorpskerk werd van origine in de dertiende eeuw gebouwd, maar werd in 1863 vrijwel geheel herbouwd. De kerk staat op de Britse monumentenlijst.